# Plaça d'Alfons el Magnànim

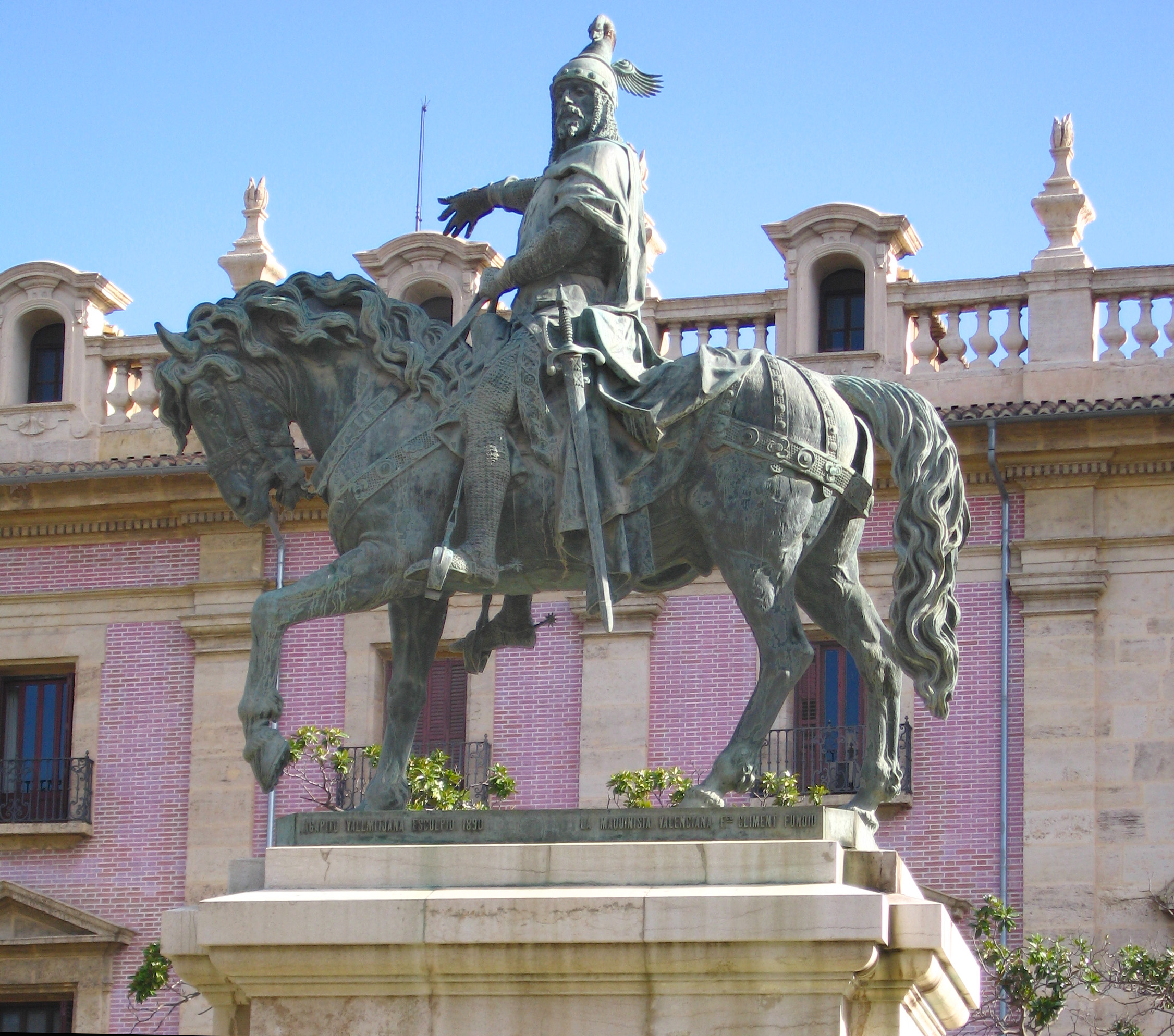
Estàtua de Jaume el Conqueridor (Agapit Vallmitjana) a la plaça d'Alfons el Magnànim, a la ciutat de València

La plaça d'Alfons el Magnànim, també coneguda com El Parterre és una plaça de la ciutat de València situada a la fita entre els barris de Sant Francesc i la Xerea, al districte de Ciutat Vella. Al nord fita amb els jardins de la Glorieta i el carrer de la Pau; al sud, fita amb el carrer del Pintor Sorrolla.

## Història
El jardí del Parterre fou construït pel 1850 sobre uns solars de l'antiga Plaça de la Duana, lloc considerat per Martínez Aloy com el més baix de la ciutat. Per aquella època es plantaren 47 magnòlies i 2 araucàries, arbres procedents del jardí del Palau Arquebisbal de València. No sería fins a la col·locació de l'Estàtua eqüestre del Rei Jaume el Conqueridos al bell mig a la plaça quan quedà definida l'organització d'aquesta, el 1891.
Antigament comptava amb quatre estanys circulars, un a cada extrem del jardí, dels quals sols se n'ha conservat un, el de la part septentrional i és el dedicat al déu romà Neptú, que hi figura esculpit per Ponsonelli. La gran riuada de 1957 danyà el jardí destruint les tres fonts i estanys, així com gran part de les espècies botàniques del jardí. D'entre els arbres que sobrevisqueren a la riuada destaca un gegantesc ficus.
El 1901 es construeix un banc corregut de pedra amb respatler de forja de ferro que rodeja el jardí.

## Forma
Com a element destacable es troba en bell mig de la plaça una estàtua de Jaume el Conqueridor, esculpida per Agapit Vallmitjana. Envoltada pels tres costats per vies d'automòbil i al quart per un passeig semitransitable, la plaça forma un illot enmig que se situa a un lleu desnivell i per accedir-hi, cal baixar uns esgraons. És vallada i el terra és coberta d'arena, amb quatre zones petites ajardinades. Al punt septentrional, hi ha una benzinera i un estanc adossats i uns arbres entremig.

## Edificis de la plaça

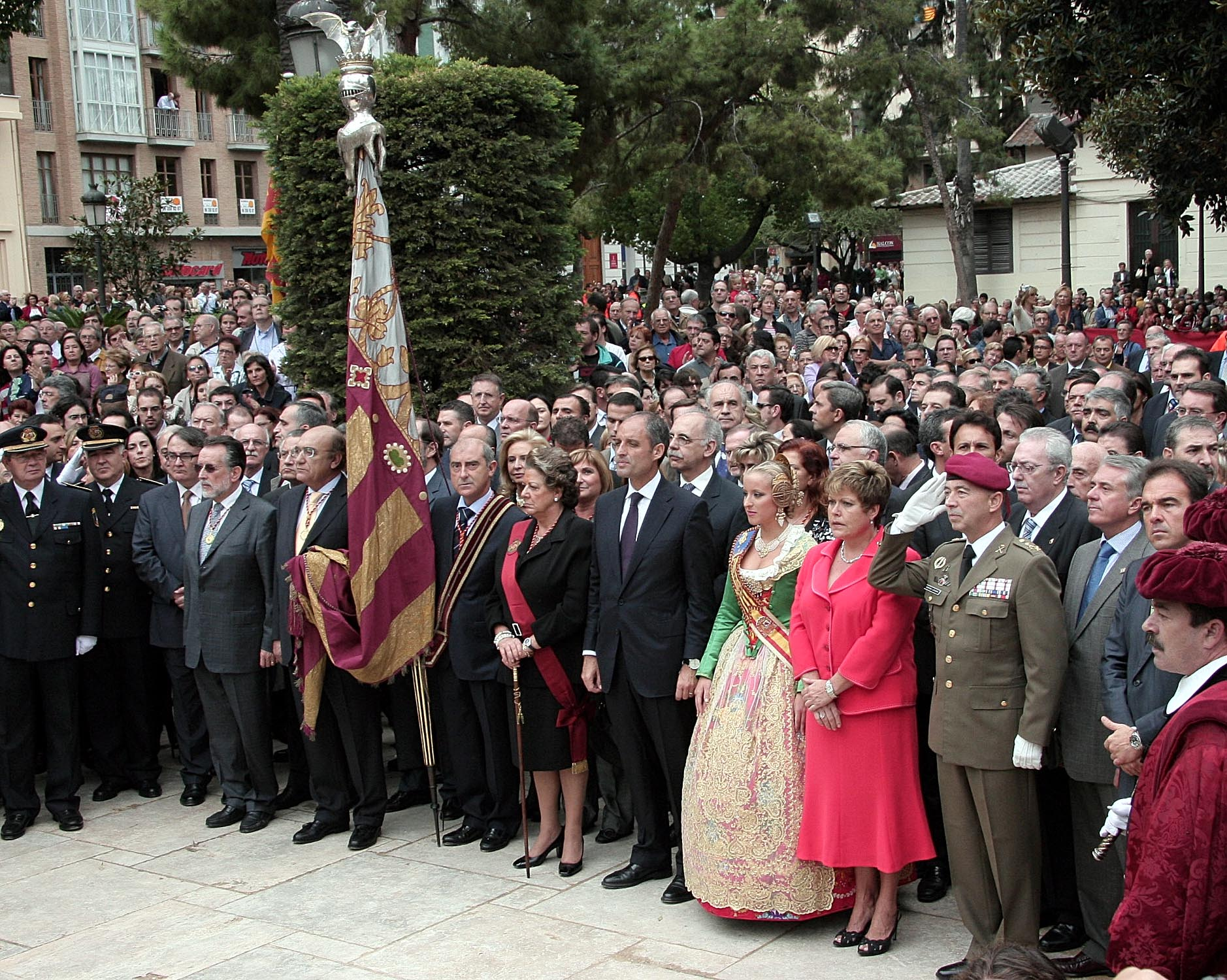
Les autoritats celebren la Diada del País Valencià al Parterre el 2008, amb la Senyera Reial.

Entre els edificis que sobremiren la plaça, hi ha un dels tres Corte Inglés de la ciutat, l'oficina d'informació turística autonòmica, i el Palau de Justícia. Situada a poca distància hi ha la seu de la Universitat de València a Ciutat Vella.

## Paper festiu
És el punt final tradicional de la processó cívica que porta la Senyera des de l'Ajuntament el Nou d'Octubre.